# Arthur Strong

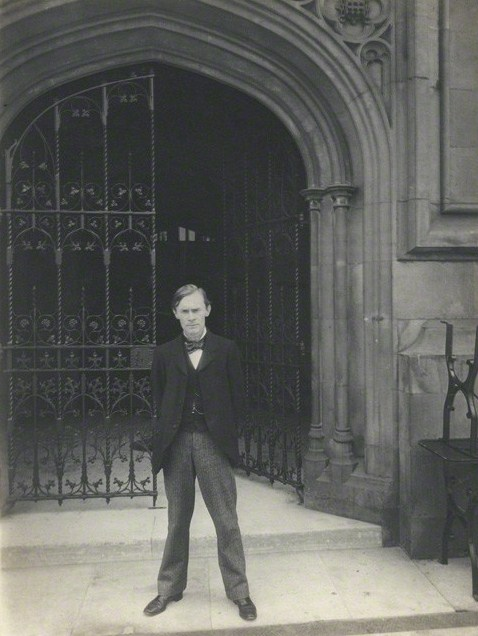
Sandford Arthur Strong

Sandford Arthur Strong (* 10. April 1863 in London; † 18. Januar 1904 ebenda) war ein englischer Orientalist, Kunsthistoriker und Bibliothekar.

## Leben
Strong wurde am 10. April 1863 als zweiter Sohn von Thomas Strong vom War Office und dessen Frau Anna Lawson in London geboren. Sein älterer Bruder war Bischof Thomas Banks Strong (1861–1944). Im Jahr 1877 trat er in St Paul’s School in London ein und blieb dort für etwas mehr als ein Jahr. Die nächsten zwei Jahre war er Angestellter bei Lloyd’s of London, obwohl er während dieser Zeit auch Kurse am King’s College besuchte. Als Junge lernte er Zeichnen von Albert Varley, der ihm eine Kopie von Matthew Pilkingtons Dictionary of Painters gab, und er besuchte die National Gallery. Im Jahr 1881 immatrikulierte er sich mit einem Hutchinson-Stipendium am St John’s College in Cambridge. Er wurde dort 1884 graduiert. 1890 machte er seinen Abschluss als Master of Arts.
Auf Empfehlung von Edward Byles Cowell arbeitete Strong bereits während des grundständigen Studiums mit Cecil Bendall in Sanskrit zusammen, aber da er in Cambridge entmutigt war, ging er gegen Ende 1885 nach Oxford. Dort war er Bibliothekar des Indian Institutes und freundete sich mit Max Müller, Archibald Henry Sayce und Adolf Neubauer an. Neubauer riet ihm, Kontinentaleuropa zu besuchen, und gab ihm Empfehlungsbriefe an Ernest Renan und James Darmesteter in Paris. Er studierte auch bei Eberhard Schrader in Berlin. Bei seiner Rückkehr nach England ließen Anerkennung und Beschäftigung lange auf sich warten, und er scheiterte mit seiner Bewerbung um eine Professur für Arabisch in Cambridge, die erst durch den Tod von Robertson Smith im Jahr 1894 frei wurde. 1895 wurde Strong am University College London zum Professor für Arabisch ernannt. In dieser Zeit lehrte er Gertrude Bell Persisch.
Sidney Colvin machte Strong mit dem Duke of Devonshire bekannt, der einen Bibliothekar als Nachfolger von Sir James Lacaita benötigte. Im Chatsworth House konzentrierte Strong sich ab dem Jahr 1895 auf dessen Kunstwerke und wurde zu anderen Sammlungen eingeladen: die des Dukes of Portland in der Welbeck Abbey, wo er auch eine Zeit lang als Bibliothekar tätig hat, die des Earls of Pembroke im Wilton House und die des Lords Wantage in Lockinge.
Im Jahr 1897 war Strong auch Bibliothekar im House of Lords. Nach langer Krankheit starb er in London am 18. Januar 1904 und wurde auf der Brompton Cemetery begraben. Die Arthur Strong Oriental Library am University College in London formierte sich um seine Bücher, die von seiner Witwe gestiftet wurden.

## Werke
Strongs wichtigste orientalische Publikationen waren seine Ausgaben der Maha-Bodhi-Vamsa für die Pali Text Society (1891), und der Futah al-Habashah oder Conquest of Abyssinia (1894) für die Monographien der Royal Asiatic Society. Bei seinem Tod er war mit dem arabischen Text History of Yakmak, Sultan of Egypt über Jaqmaq von Ibn Arabshah beschäftigt. Der erste Teil davon erschien im Journal der Royal Asiatic Society des Jahres 1904. Neben Sanskrit und Arabisch erforschte Strong Pali, persische und assyrischen Hieroglyphen und Chinesisch, über alle diese schrieb er in gelehrten Publikationen, und er trug auch Rezensionen in den Zeitschriften Athenaeum und The Academy bei.
Zu Strongs Kunstpublikationen gehörten vor allem:
- Reproductions of Drawings by the Old Masters in the Collection of the Earl of Pembroke and Montgomery at Wilton House. 1900.
- Vorwort zu Plates of National Gallery Pictures. 1901, publishers Franz Hanfstaengl.
- Masterpieces of the Duke of Devonshire’s Collection of Pictures. 1901.
- Reproductions of Drawings by the Old Masters at Chatsworth. 1902.
- Catalogue of Letters and other Historical Documents in the Library of Welbeck. 1903.

Im House of Lords erstellte Strong zwei Kataloge, einen der allgemeinen Bibliothek und einen der Gesetzbücher.

## Familie
1897 heiratete er die Archäologin Eugénie Sellers, die ihn überlebte. Die Ehe blieb kinderlos.